# 1898 في كندا
فيما يلي قوائم الأحداث التي وقعت خلال عام 1898 في كندا.

## سياسة

### تعيين في المنصب
- 1 يناير – جورج بيري غراهام عضو برلمان مقاطعة أونتاريو.

### انتهاء فترة المنصب
- 1 يناير – صموئيل بينغهام عمدة أوتاوا [الإنجليزية]‏.
- 1 يناير – ويليام آدامز عضو الجمعية التشريعية لكولومبيا البريطانية ‏.
- 28 يناير – جون بينيت عضو برلمان مقاطعة أونتاريو.

## مواليد

### يناير
- 1 يناير – أوجين بريفوست نجّار كندي.
- 1 يناير – جورج هنري وايس شاعر أمريكي.
- 1 يناير – والي إلمر لاعب هوكي جليد كندي.
- 19 يناير – فيليب تشايلد كاتب كندي.

### فبراير
- 22 فبراير – جورج إرنست دراغان سياسي كندي.
- 26 فبراير – دبليو. غارفيلد ويستون رائد أعمال كندي.

### مارس
- 18 مارس – ماغنوس غودمان لاعب هوكي جليد كندي.
- 28 مارس – بولين فانيه سفيرة كندية.

### أبريل
- 19 أبريل – ماكسويل كامينغز رجل أعمال كندي.

### مايو
- 2 مايو – كيج مونتجومري سياسي كندي.
- 9 مايو – جو براون
- 10 مايو – هاري دبليو. براون
- 13 مايو – باب دي
- 15 مايو – بيلي بويد لاعب هوكي جليد كندي.
- 22 مايو – كونواي فاريل طيار بطل كندي.
- 27 مايو – ويليام آرثر إروين
- 28 مايو – سكوت دارلينغ
- 28 مايو – كاثلين دالي رسامة كندية.
- 30 مايو – ماثيو فرنسيس ماغواير

### يونيو
- 7 يونيو – ويليام روي إروين
- 25 يونيو – جورج دومون سياسي كندي.

### يوليو
- 7 يوليو – ميكي ماغواير لاعب هوكي جليد كندي.
- 26 يوليو – فرانك سوليفان لاعب هوكي جليد كندي.

### أغسطس
- 26 أغسطس – ويليام إليوت طيار بطل كندي.
- 27 أغسطس – ستان جاكسون لاعب هوكي جليد كندي.
- 28 أغسطس – جو روني لاعب كرة قدم أمريكية من الولايات المتحدة الأمريكية.

### سبتمبر
- 11 سبتمبر – هاري واتسون لاعب هوكي جليد كندي.
- 15 سبتمبر – ويليام ماكنزي تومسون طيار بطل كندي.
- 24 سبتمبر – كلير آدامز ممثلة كندية.

### أكتوبر
- 14 أكتوبر – ميكي موراي لاعب هوكي جليد كندي.
- 17 أكتوبر – جون سميث مجدف من كندا.

### نوفمبر
- 18 نوفمبر – لورني ماكدوغال سياسي كندي.
- 21 نوفمبر – رالف داي سياسي كندي.

### ديسمبر
- 5 ديسمبر – بيرسي قالبرايث لاعب هوكي جليد كندي.
- 6 ديسمبر – روبرت كينيث ويتني طيار بطل كندي.
- 7 ديسمبر – تشينغ جونسون لاعب هوكي جليد كندي.
- 19 ديسمبر – روي ماكونيل
- 26 ديسمبر – هاري أوليفر لاعب هوكي جليد كندي.

## وفيات

### فبراير
- 15 فبراير – أوسكار بريفوست (مواليد 1832) سياسي كندي.

### أبريل
- 20 أبريل – لورا سميث هافيلاند (مواليد 1808)

### يوليو
- 15 يوليو – ويليام موراي (مواليد 1839) سياسي كندي.

### أغسطس
- 29 ديسمبر – أغسطس دبليو. بيترز (مواليد 1844) سياسي أمريكي.

### سبتمبر
- 5 سبتمبر – سارة إيما إدموندز (مواليد 1841) ممرضة من الولايات المتحدة الأمريكية.
- 27 سبتمبر – جون كامبل ألين (مواليد 1817) سياسي كندي.

### أكتوبر
- 17 أكتوبر – تشارلز روبنسون (مواليد 1835) سياسي كندي.

### نوفمبر
- 5 نوفمبر – ماري آدامز (مواليد 1823) مربية كندية.
- 13 نوفمبر – توماس وود (مواليد 1815) سياسي كندي.

### ديسمبر
- 29 ديسمبر – أغسطس دبليو. بيترز (مواليد 1844) سياسي أمريكي.